# Teateråret 1908

## Händelser
- 18 februari – Kungliga Dramatiska Teaterns nya byggnad vid Nybroplan i Stockholm invigs med August Strindbergs "Mäster Olof".[1] Hovsorg råder, men Hjalmar Söderberg bär färgrik väst.[2]
- 29 februari – Stora teatern i Norrköping invigs.
- 1 juli – Teaterbolaget som driver Kungliga Operan överlåter operaverksamheten för tre år till Albert Ranft. Överenskommelsen bryts dock efter två år med kännbara förluster.[3]

### Okänt datum
- Knut Michaelson efterträder Gustaf Fredriksson som chef för Dramaten.

## Årets uppsättningar

### Januari
- 21 januari - August Strindbergs pjäs Spöksonaten uruppförs på Intima Teatern i Stockholm].[4]
- 31 januari - August Strindbergs pjäs Bandet har urpremiär på Intima teatern i Stockholm.[5]

### Mars
- 27 mars - August Strindbergs pjäs Kristina uruppförs på Intima Teatern i Stockholm.[6]

### April
- 8 april - August Strindbergs pjäs Svanehvit har urpremiär på Svenska teatern i Helsingfors.[7]

### Oktober
- 14 oktober - Nanna Wallensteens pjäs Flickorna fria har urpremiär på Svenska teatern i Stockholm.[8]
- 26 oktober - Anna Wahlenbergs pjäs Människokännaren har urpremiär på Dramaten i Stockholm.[9]
- 30 oktober - August Strindbergs Svanehvit har Sverigepremiär på Intima teatern i Stockholm.[7]

### December
- 29 december - August Strindbergs pjäs Abu Casems tofflor har urpremiär på Gefle Teater.[10]

### Okänt datum
- Henning Bergers pjäs Syndafloden sätts upp på Dramaten i Stockholm.
- Ernst Didrings pjäs Två konungar x uruppförs på Svenska teatern i Stockholm.

## Födda
- 16 november – Gustaf Färingborg, svensk skådespelare.

## Avlidna
- 7 maj – Ludovic Halévy, 74, fransk librettist och dramatiker.

### Fotnoter
1. ↑  20:e århundrades När Var Hur - 1908, Bernt Himmelstedt, Forum, 1999
2. ↑  Hundra år i Sverige - 1908, Hans Dahlberg, Albert Bonniers, 1999
3. ↑  Johannes Svanberg (1917-1918). Kungl. teatrarne under ett halft sekel 1860-1910: personalhistoriska anteckningar. Stockholm: Nordisk familjebok. sid. 27. Libris 287664
4. ↑  ”Dramawebben”. Arkiverad från originalet den 22 februari 2012. https://web.archive.org/web/20120222164443/http://www.dramawebben.se/pjas/spok-sonaten. Läst 23 mars 2011.
5. ↑  ”Dramawebben”. Arkiverad från originalet den 1 oktober 2012. https://web.archive.org/web/20121001064017/http://www.dramawebben.se/pjas/bandet. Läst 24 mars 2011.
6. ↑  ”Dramawebben”. Arkiverad från originalet den 19 februari 2012. https://web.archive.org/web/20120219134259/http://www.dramawebben.se/pjas/kristina. Läst 23 mars 2011.
7. 1 2  ”Dramawebben”. Arkiverad från originalet den 22 februari 2012. https://web.archive.org/web/20120222142252/http://www.dramawebben.se/pjas/svanehvit. Läst 24 mars 2011.
8. ↑  ”Dramawebben”. Arkiverad från originalet den 11 augusti 2010. https://web.archive.org/web/20100811060804/http://www.dramawebben.se/pjas/flickorna-fria. Läst 24 mars 2011.
9. ↑  ”Dramawebben”. Arkiverad från originalet den 19 februari 2012. https://web.archive.org/web/20120219154305/http://www.dramawebben.se/pjas/manniskokannaren. Läst 24 mars 2011.
10. ↑  ”Dramawebben”. Arkiverad från originalet den 2 oktober 2012. https://web.archive.org/web/20121002224111/http://www.dramawebben.se/pjas/abu-casems-tofflor. Läst 24 mars 2011.